# ویکتور کلون
ویکتور کلون (به انگلیسی: Victor Colon) ژیمناست زادهٔ ۱۶ مارس ۱۹۷۲ میلادی اهل کشور پورتوریکو است.